# Robert Pożarski
Robert Pożarski (ur. 18 lipca 1965 w Bydgoszczy, zm. 29 listopada 2021) – polski muzyk, śpiewak i badacz chorału gregoriańskiego. 
Syn śpiewaczki operowej Barbary Zagórzanki. Śpiewak zespołu Bonus Consort, założyciel wrocławskich zespołów Schola Gregoriana Silesiensis oraz Schola Mulierum Silesiensis. Od 2009 roku do śmierci kantor Kościoła Pokamedulskiego w warszawskim Lesie Bielańskim. 

## Życiorys
W 1967 roku wraz z rodziną przeprowadził się do Poznania, a w 1980 roku do Warszawy. W 1985 roku zdał maturę w XI Liceum Ogólnokształcącym im. Mikołaja Reja, a w latach 1985–1990 studiował na Wydziale Fizyki Uniwersytetu Warszawskiego i Wydziale Fizyki Technicznej i Matematyki Stosowanej Politechniki Warszawskiej. W 1992 roku uzyskał dyplom zawodowy w zakresie śpiewu, a w 1996 roku odbył staż u Marcela Pérèsa. Rozpoczął także studia teologiczne na Papieskim Wydziale Teologicznym w Warszawie. 
W latach 1988–1995 był kantorem Lektorskiej Scholi Cantorum, prowadzonej przez ks. Wiesława Kądzielę przy Wyższym Metropolitalnym Seminarium Duchownym w Warszawie. Od 1991 do 1997 roku był śpiewakiem Chóru Filharmonii Narodowej, a od 1995 roku także w zespole Bornus Consort. W 1999 roku był założycielem wrocławskiej Scholae Gregorianae Silesiensis. W 2003 roku został kantorem żeńskiego chóru Schola Mulierum Silesiensis. Od 2009 roku był kantorem w pokamedulskim kościele na Bielanach, a od 2015 Scholae Gregorianae Gedanensis w Gdańsku. W 2012 roku założył Chór Sarmacki im. G. G. Gorczyckiego. Pracował także w Scholi Teatru Węgajty. 
Wydał 25 wydawnictw płytowych z muzyką dawną i współczesną. Był także tłumaczem łacińskich tekstów liturgicznych. 

## Życie prywatne
W 1991 roku zawarł związek małżeński, przeprowadził się wówczas do Teresina. Zmarł po krótkiej chorobie, 29 listopada 2021 roku. 3 grudnia 2021 roku został pochowany na cmentarzu w Teresinie.